# Dimastosternum franzi
Dimastosternum franzi är en mångfotingart som beskrevs av Carl Graf Attems 1949. Dimastosternum franzi ingår i släktet Dimastosternum och familjen Attemsiidae. Inga underarter finns listade i Catalogue of Life.